# Ridley Scott
Sir Ridley Scott (South Shields, 30 novembre 1937) è un regista, produttore cinematografico e produttore televisivo britannico.
Celebre per la sua cura ossessiva delle immagini e per la sua versatilità, Scott ha realizzato film di vario genere, spaziando dalla fantascienza di Alien, Blade Runner e Sopravvissuto - The Martian alla commedia di Il genio della truffa, dal thriller drammatico di Nessuna verità fino a colossal storici come I duellanti, 1492 - La conquista del paradiso, Il gladiatore, Le crociate - Kingdom of Heaven, Robin Hood, The Last Duel e Napoleon, all'acclamato mafiamovie American Gangster, al cinema di guerra con Black Hawk Down - Black Hawk abbattuto e al celebrato road movie Thelma & Louise. Ha ricevuto nella sua carriera molti riconoscimenti tra i quali la candidatura all'Oscar come miglior regista per Thelma e Louise, Il gladiatore e Black Hawk Down; molti suoi film hanno ottenuto diversi premi.
Nel 2016 il suo film Sopravvissuto - The Martian si aggiudicò due Golden Globe, tra cui il premio come miglior film commedia o musicale, che Scott ha vinto come produttore, oltre a una candidatura al premio Oscar. A partire da Il gladiatore, Scott ha instaurato, inoltre, un fortunato sodalizio artistico con l'attore Russell Crowe: i due, infatti, hanno realizzato fino ad ora ben cinque film insieme (Il gladiatore, Un'ottima annata, American Gangster, Nessuna verità, Robin Hood).

## Biografia
Secondo dei tre figli di Elizabeth Williams e Francis Percy Scott. Suo fratello maggiore, Frank, morì nel 1980 a 45 anni per un cancro alla pelle, mentre suo fratello minore era Tony Scott, anch'egli regista e produttore (uno dei suoi film più famosi è Top Gun, del 1986), morto suicida nel 2012 (a quest'ultimo Ridley dedicherà i film The Counselor - Il procuratore e Exodus - Dei e re).
Inizialmente, Scott studiò fotografia al Royal College of Art, dove collaborò alla creazione del dipartimento cinematografico verso la metà degli anni Sessanta. Nel 1965 girò il cortometraggio Boy and Bicycle con l'aiuto di suo fratello Tony.
Dopo essersi diplomato, iniziò la sua carriera come scenografo e regista di telefilm per la BBC, e, verso la fine degli anni Sessanta, passò alla direzione di spot pubblicitari (celebre quello per il lancio dell'Apple Macintosh, intitolato 1984, come l'omonimo romanzo di Orwell), in una compagnia pubblicitaria fondata insieme ad Alan Parker, Hugh Hudson e il fratello Tony. Ridley Scott si è dichiarato agnostico.

### Gli inizi e la consacrazione

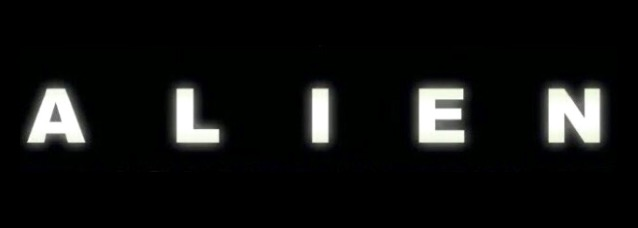
Il logo di Alien

Nel 1977 ottenne i finanziamenti per dirigere il suo primo film, I duellanti, interpretato da Harvey Keitel e Keith Carradine. La storia, riguardante la lunga battaglia tra i due ufficiali di cavalleria durante le guerre napoleoniche, conquistò gran parte della critica e subito si guadagnò il premio speciale della giuria (presieduta da Roberto Rossellini) al Festival di Cannes e il David di Donatello, che lo fece notare nell'ambiente cinematografico. Ottenne la consacrazione come regista con i due film successivi: Alien (1979) e Blade Runner (1982), diventati nel tempo dei veri e propri film cult; il primo assurgendo a modello del cinema di fantascienza e il secondo a capostipite del filone cyberpunk.
Dopo tre film di tale successo, Scott diresse lo sfortunato Legend (1985), fantasy con Tom Cruise e Tim Curry. Gli ultimi anni Ottanta, dopo una pausa di riflessione, videro l'uscita di pellicole come Chi protegge il testimone (1987), il poliziesco Black Rain - Pioggia sporca (1989) con Michael Douglas e soprattutto Thelma & Louise (1991) con Susan Sarandon e Geena Davis; quest'ultimo, seppur considerato un film lontano dallo stile del regista, ottenne un enorme successo e diventò un vero e proprio cult. Nel 1992 diresse 1492 - La conquista del paradiso, progetto commissionato in occasione del cinquecentenario dalla scoperta dell'America. Dopo un secondo ritiro di tre anni, diresse L'Albatross - Oltre la tempesta, interpretato da Jeff Bridges e Soldato Jane, con Demi Moore, ma nessuno dei due film ottenne il successo, di critica e di pubblico, che mancò dai tempi di Thelma & Louise.

### Gli anni Duemila e la rinascita
Il successo tornò grazie al peplum moderno Il gladiatore (2000), film che consacrò la notorietà mondiale come attore di Russell Crowe, nel ruolo del generale romano Massimo Decimo Meridio, premiato con l'Oscar. Di minor impatto sul pubblico, ma sicuramente imponente e ricca d'azione, fu, invece, la pellicola Le crociate - Kingdom of Heaven (2005); a proposito della quale, circolò la notizia, poi smentita, secondo cui Scott, durante le riprese nel 2004, avrebbe ricevuto delle minacce da parte di gruppi di fondamentalisti islamici. Altri film diretti da Scott in questi anni sono Hannibal (che però non riscosse lo stesso successo di critica del precedente episodio Il silenzio degli innocenti), il film di guerra Black Hawk Down - Black Hawk abbattuto e le commedie Il genio della truffa e Un'ottima annata - A Good Year (seconda esperienza con Russell Crowe).
Nel 2007 si ricorda American Gangster, ancora con Russell Crowe, film di grande successo, ritratto violento e drammatico dei gangster e dei traffici di droga negli anni settanta. Nel 2008 Scott firmò la quarta collaborazione con Crowe in Nessuna verità, film incentrato sullo spionaggio in Medio Oriente affiancato da Leonardo DiCaprio. Nel 1997 Scott acquistò con il fratello Tony gli studi cinematografici Shepperton di Londra (dove aveva girato Alien) e i due fondarono la casa di produzione Scott Free Production, che produsse i film dei fratelli e non solo. Dal 2005 al 2009, la Scott Free Entertainment produsse la serie televisiva Numb3rs e, dal 2009, la serie The Good Wife.
Scott diresse poi Robin Hood, nuovo colossal con Russell Crowe nelle vesti di protagonista, uscito al cinema il 12 maggio 2010 come film di apertura del festival cinematografico di Cannes.

### Progetti recenti
La vita in un giorno è il primo social-movie della storia del cinema realizzato utilizzando YouTube. Il primo esperimento di social-movie è Human's Y2K del regista Pietro Jona, realizzato nel 2000, secondo le stesse modalità utilizzate in La vita in un giorno, dieci anni dopo. Esperimento globale per la creazione del più grande lungometraggio generato dagli utenti, fu annunciato da YouTube il 6 luglio 2010. Il 24 luglio 2010, gli utenti della community di YouTube ebbero 24 ore di tempo per immortalare uno spaccato della propria vita. Ridley Scott fu il produttore esecutivo che fece selezionare i filmati al regista Kevin Macdonald. Il risultato di questo esperimento fu un lungometraggio sulla storia del mondo in un giorno, il 24 luglio 2010, girato dagli utenti di YouTube. Il 24 gennaio 2011, il National Geographic accettò di distribuire il film negli Stati Uniti.
Nel 2012 Scott produsse lo spot pubblicitario del profumo Lady Gaga Fame, creato dall'omonima pop star.

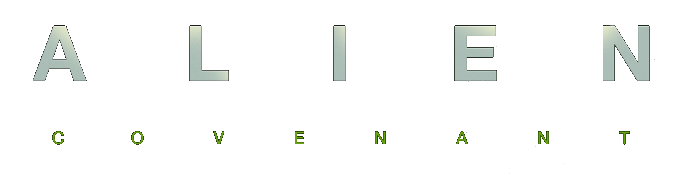
Il logo di Alien: Covenant

Nello stesso anno tornò dietro la macchina da presa per girare Prometheus. Il film, il primo del genere di fantascienza dai tempi di Blade Runner, nacque come prequel del fortunato Alien. Seppur mantenendo un forte ed evidente legame col capolavoro del 1979, la sceneggiatura di Prometheus venne riscritta dando un più ampio respiro alla trama, cosa confermata in più occasioni dallo stesso Scott.
Nel 2013 diresse The Counselor - Il procuratore, thriller scritto da Cormac McCarthy che, con un cast pieno di star, narra la storia di un avvocato che decide di cimentarsi nel traffico della droga dopo aver visto andare in rovina la sua vita e la sua carriera. Tra i protagonisti ci sono Michael Fassbender, Brad Pitt, Penélope Cruz, Cameron Diaz e Javier Bardem. Il film fu dedicato alla memoria di Tony Scott, fratello del regista, morto suicida durante la produzione del film.
Nel 2015 diresse Sopravvissuto - The Martian, scritto da Drew Goddard. Tratto dal romanzo L'uomo di Marte di Andy Weir, il film ha come protagonista Matt Damon nei panni di un astronauta che si ritrova abbandonato su Marte. La pellicola ottenne un grande successo sia di pubblico che di critica, incassando circa 630 milioni di dollari a livello mondiale (a fronte di un budget di produzione di 108 milioni), vincendo due Golden Globe (Miglior film commedia o musicale a Ridley Scott e Miglior attore in un film commedia o musicale a Matt Damon) su 3 candidature e ricevendo inoltre 8 candidature ai premi Oscar, senza però ottenere nessuna statuetta.
Nel 2017 diresse Alien: Covenant, scritto da John Logan, sequel di Prometheus e secondo capitolo della nuova saga prequel di Alien del 1979. Nello stesso anno, diresse anche Tutti i soldi del mondo, basato sul rapimento del giovane imprenditore, John Paul Getty III, avvenuto a Roma nel 1973, da parte di alcuni uomini appartenenti alla 'ndrangheta. Il film vede come protagonisti Michelle Williams, Mark Wahlberg e Christopher Plummer; quest’ultimo nel ruolo di Jean Paul Getty (ruolo inizialmente affidato a Kevin Spacey, le cui scene vengono poi eliminate e rigirate con Plummer al suo posto, un mese prima dell'uscita al cinema del film, dopo le accuse di molestie sessuali emerse nei confronti di Spacey).
Nel 2020 diresse i primi due episodi della serie televisiva Raised by Wolves - Una nuova umanità, incentrata su due androidi programmati per preservare alcuni embrioni umani, salvandoli da una disastrosa guerra religiosa.
Nel 2021 tornò al cinema con due film, entrambi girati durante la pandemia e usciti nelle sale a poche settimane di distanza: The Last Duel e House of Gucci. Il primo è un colossal storico ambientato nel Medioevo e tratto da un romanzo del 2004 di Eric Jager, che narra le vicende dell'ultimo duello di Dio, avvenuto in Francia nel 1386 tra Jacques Le Gris e Jean de Carrouges, interpretati rispettivamente da Adam Driver e Matt Damon; quest'ultimo co-scrisse anche la sceneggiatura del film, insieme all'amico Ben Affleck e a Nicole Holofcener. Nel complesso, l'opera ebbe un ottimo riscontro presso la critica, ma risultò essere un enorme flop al botteghino, incassando appena 30 milioni di dollari a fronte di un budget di 100 milioni. Il secondo è incentrato sulla vita di Maurizio Gucci, presidente dell'omonima azienda di alta moda assassinato nel 1995 per volere della ex moglie Patrizia Reggiani. I due ruoli principali sono interpretati da Adam Driver e Lady Gaga, mentre il cast di contorno è composto da Al Pacino, Jared Leto, Jeremy Irons e Salma Hayek. Al contrario di The Last Duel, la pellicola ottenne un buon risultato al box-office mondiale (oltre 150 milioni di dollari di incasso, a fronte di un budget di 75 milioni), venendo però accolta in maniera contrastante dalla critica e ricevendo, inoltre, numerose critiche dalla famiglia Gucci e dalla stessa Patrizia Reggiani.

## Vita privata

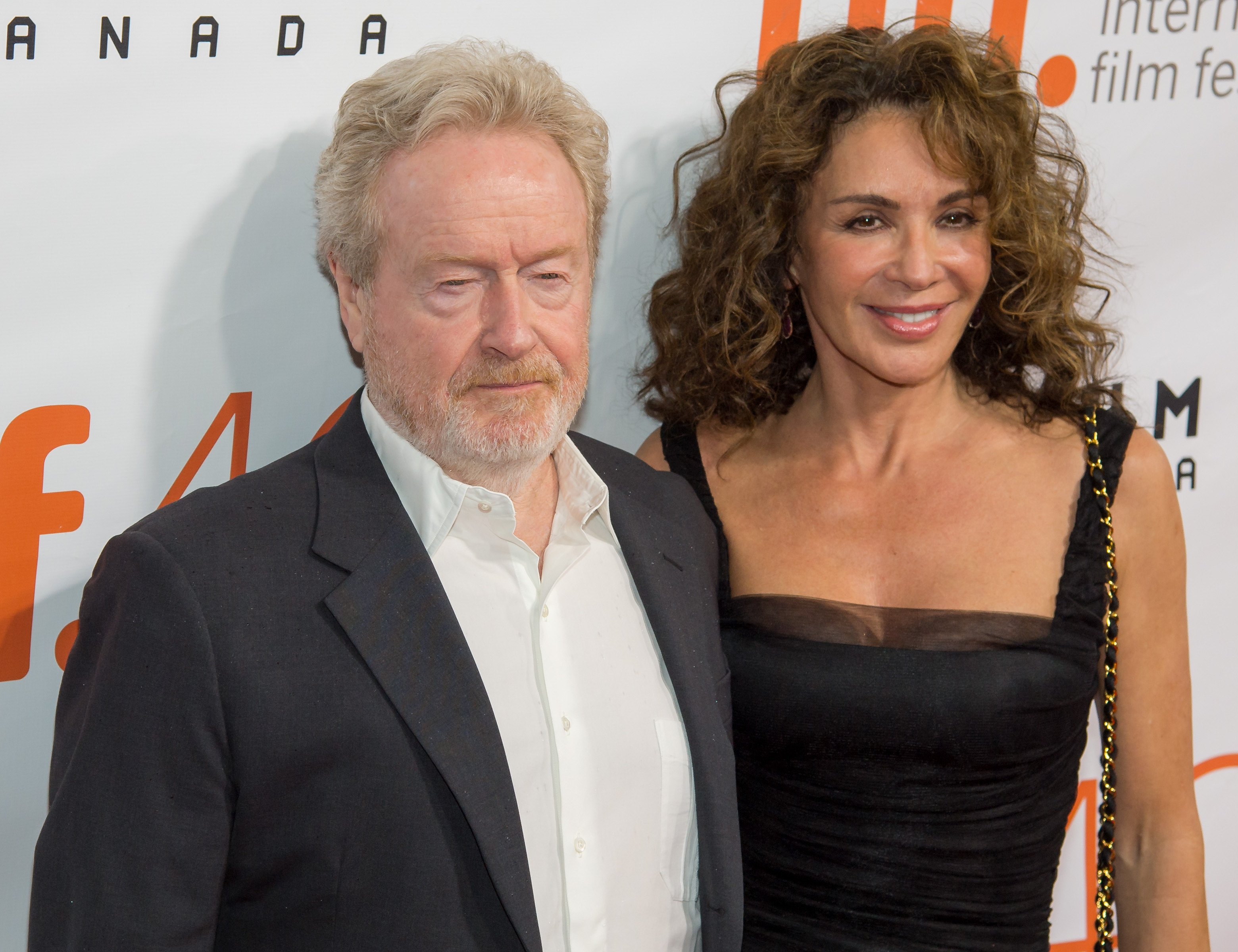
Ridley Scott insieme alla moglie Giannina Facio al Toronto International Film Festival per la prima di Sopravvissuto - The Martian (2015)

Nel 1964 si sposò con la giornalista Felicity Heywood da cui ha avuto due figli: Jake e Luke, entrambi registi. I due divorziarono nel 1975.
Nel 1979 si sposò con la produttrice televisiva Sandy Watson, da cui ebbe una figlia, Jordan (1978), anch'ella regista. I due divorziarono nel 1989.
Nel 2000 si legò all'attrice Giannina Facio, che recitò in molti suoi film, a partire da Il gladiatore; nel 2015 i due si sposarono.

## Filmografia

### Regista

#### Cinema
- I duellanti (The Duellists) (1977)
- Alien (1979)
- Blade Runner (1982)
- Legend (1985)
- Chi protegge il testimone (Someone to Watch Over Me) (1987)
- Black Rain - Pioggia sporca (Black Rain) (1989)
- Thelma & Louise (1991)
- 1492 - La conquista del paradiso (1492: Conquest of Paradise) (1992)
- L'Albatross - Oltre la tempesta (White Squall) (1996)
- Soldato Jane (G.I. Jane) (1997)
- Il gladiatore (Gladiator) (2000)
- Hannibal (2001)
- Black Hawk Down - Black Hawk abbattuto (Black Hawk Down) (2001)
- Il genio della truffa (Matchstick Men) (2003)
- Le crociate - Kingdom of Heaven (Kingdom of Heaven) (2005)
- Un'ottima annata - A Good Year (A Good Year) (2006)
- American Gangster (2007)
- Nessuna verità (Body of Lies) (2008)
- Robin Hood (2010)
- Prometheus (2012)
- The Counselor - Il procuratore (The Counselor) (2013)
- Exodus - Dei e re (Exodus: Gods and Kings) (2014)
- Sopravvissuto - The Martian (The Martian) (2015)
- Alien: Covenant (2017)
- Tutti i soldi del mondo (All the Money in the World) (2017)
- The Last Duel (2021)
- House of Gucci (2021)
- Napoleon (2023)
- Il gladiatore II (Gladiator II) (2024)

#### Cortometraggi
- Boy and Bicycle (1965)
- Alien: Covenant - Prologue: The Crossing (2017)

#### Televisione
- Raised by Wolves - Una nuova umanità (Raised by Wolves) – serie TV, episodi 1x01, 1x02 (2020)

#### Spot pubblicitari
- 1984 - Apple Macintosh (1984)
- Rover Serie 100 e Rover Serie 200 - Rover (1991)

### Produttore

#### Cinema
- Boy and Bicycle, regia di Ridley Scott - cortometraggio (1965)
- Blade Runner, regia di Ridley Scott (1982)
- Chi protegge il testimone (Someone to Watch Over Me), regia di Ridley Scott (1987)
- Thelma & Louise, regia di Ridley Scott (1991)
- 1492 - La conquista del paradiso (1492: Conquest of Paradise), regia di Ridley Scott (1992)
- Elephant, regia di Chris Hartwill – cortometraggio (1993)
- Il mio amico zampalesta (Monkey Trouble), regia di Franco Amurri (1994)
- I ricordi di Abbey (The Browning Version), regia di Mike Figgis (1994)
- L'Albatross - Oltre la tempesta (White Squall), regia di Ridley Scott (1996)
- Soldato Jane (G.I. Jane), regia di Ridley Scott (1997)
- Il sapore del sangue (Clay Pigeons), regia di David Dobkin (1998)
- RKO 281 - La vera storia di Quarto potere (RKO 281), regia di Benjamin Ross - film TV (1999)
- Per amore... dei soldi (Where the Money Is), regia di Marek Kanievska (2000)
- Hannibal, regia di Ridley Scott (2001)
- Black Hawk Down - Black Hawk abbattuto (Black Hawk Down), regia di Ridley Scott (2001)
- The Hire, registi vari (2002)
- Il genio della truffa (Matchstick Men), regia di Ridley Scott (2003)
- Le crociate - Kingdom of Heaven (Kingdom of Heaven), regia di Ridley Scott (2005)
- In Her Shoes - Se fossi lei (In Her Shoes), regia di Curtis Hanson (2005)
- Domino, regia di Tony Scott (2005)
- Tristano & Isotta (Tristan & Isolde), regia di Kevin Reynolds (2006)
- Un'ottima annata - A Good Year (A Good Year), regia di Ridley Scott (2006)
- L'assassinio di Jesse James per mano del codardo Robert Ford (The Assassination of Jesse James by the Coward Robert Ford), regia di Andrew Dominik (2007)
- American Gangster, regia di Ridley Scott (2007)
- Nessuna verità (Body of Lies), regia di Ridley Scott (2008)
- Tell-Tale, regia di Michael Cuesta (2009)
- Cracks, regia di Jordan Scott (2009)
- Welcome to the Rileys, regia di Jake Scott (2010)
- Cyrus, regia di Jay e Mark Duplass (2010)
- A-Team (The A-Team), regia di Joe Carnahan (2010)
- Robin Hood, regia di Ridley Scott (2010)
- La vita in un giorno (Life in a Day) - documentario (2011)
- The Grey, regia di Joe Carnahan (2011)
- Prometheus, regia di Ridley Scott (2012)
- Stoker, regia di Park Chan-wook (2013)
- Welcome to the Punch - Nemici di sangue (Welcome to the Punch), regia di Eran Creevy (2013)
- The Counselor - Il procuratore (The Counselor), regia di Ridley Scott (2013)
- The East, regia di Zal Batmanglij (2013)
- Il fuoco della vendetta - Out of the Furnace (Out of the Furnace), regia di Scott Cooper (2013)
- Springsteen & I, regia di Baillie Walsh – documentario (2013)
- Before I Go to Sleep, regia di Rowan Joffé (2014)
- Exodus - Dei e re (Exodus: Gods and Kings), regia di Ridley Scott (2014)
- Italy in a Day - Un giorno da italiani (Italy in a Day), regia di Gabriele Salvatores – documentario (2014)
- Child 44 - Il bambino n. 44 (Child 44), regia di Daniel Espinosa (2015)
- Sopravvissuto - The Martian (The Martian), regia di Ridley Scott (2015)
- Zona d'ombra (Concussion), regia di Peter Landesman (2015)
- Equals, regia di Drake Doremus (2015)
- Morgan, regia di Luke Scott (2016)
- Alien: Covenant, regia di Ridley Scott (2017)
- Blade Runner 2049, regia di Denis Villeneuve (2017)
- Phoenix Forgotten, regia di Justin Barber (2017)
- The Silent Man (Mark Felt: The Man Who Brought Down the White House), regia di Peter Landesman (2017)
- Assassinio sull'Orient Express (Murder on the Orient Express), regia di Kenneth Branagh (2017)
- Tutti i soldi del mondo (All the Money in the World), regia di Ridley Scott (2017)
- Zoe, regia di Drake Doremus (2018)
- American Woman, regia di Jake Scott (2018)
- La conseguenza (The Aftermath), regia di James Kent (2019)
- Dove la terra trema (Earthquake Bird), regia di Wash Westmoreland (2019)
- L'ultimo Vermeer (The Last Vermeer), regia di Dan Friedkin (2019)
- The Last Duel, regia di Ridley Scott (2021)
- House of Gucci, regia di Ridley Scott (2021)
- Assassinio sul Nilo (Death on the Nile), regia di Kenneth Branagh (2022)
- Lo strangolatore di Boston (Boston Strangler), regia di Matt Ruskin (2023)
- Assassinio a Venezia (A Haunting in Venice), regia di Kenneth Branagh (2023)
- Napoleon, regia di Ridley Scott (2023)
- Alien: Romulus, regia di Fede Álvarez (2024)
- Il gladiatore II (Gladiator II), regia di Ridley Scott (2024)

#### Televisione
- The Hunger – serie TV, 44 episodi (1997-2000)
- The Last Debate, regia di John Badham – film TV (2000)
- AFP: American Fighter Pilot – serie TV, 2 episodi (2002)
- Guerra imminente (The Gathering Storm), regia di Richard Loncraine – film TV (2002)
- Numb3rs – serie TV, 118 episodi (2005-2010)
- Orpheus, regia di Bruce Beresford – film TV (2006)
- Law Dogs, regia di Adam Bernstein – film TV (2007)
- The Company, regia di Mikael Salomon - miniserie TV, 3 episodi (2007)
- Andromeda (The Andromeda Strain), regia di Mikael Salomon – miniserie TV (2008)
- Into the Storm - La guerra di Churchill (Into the Storm), regia di Thaddeus O'Sullivan – film TV (2009)
- The Good Wife – serie TV (2009-2016)
- I pilastri della Terra (The Pillars of the Earth), regia di Sergio Mimica-Gezzan – miniserie TV (2010)
- Gettysburg, regia di Adrian Moat – film TV (2011)
- Coma, regia di Mikael Salomon – miniserie TV (2012)
- Labyrinth, regia di Christopher Smith – miniserie TV (2012)
- Mondo senza fine (World Without End), regia di Michael Caton-Jones – miniserie TV (2012)
- Killing Lincoln, regia di Adrian Moat – film TV (2013)
- Klondike, regia di Simon Cellan Jones – miniserie TV (2014)
- Killing Jesus – film TV (2015)
- L'uomo nell'alto castello (The Man in the High Castle) – serie TV (2015)
- Taboo – serie TV, 8 episodi (2017)
- Strange Angel – serie TV (2018)
- The Terror – serie TV (2018)
- The Third Day, regia di Marc Munden e Philippa Lowthorpe – miniserie TV (2020)
- Raised by Wolves - Una nuova umanità (Raised by Wolves) – serie TV, 18 episodi (2020-2022)
- Grandi speranze (Great Expectations), regia di Brady Hood e Samira Radsi – miniserie TV (2023)
- Prime Target, regia di Brady Hood – miniserie TV (2025)

## Riconoscimenti
- Premio Oscar
  - 1992 – Candidatura per il miglior regista per Thelma & Louise
  - 2001 – Candidatura per il miglior regista per Il gladiatore
  - 2002 – Candidatura per il miglior regista per Black Hawk Down - Black Hawk abbattuto
  - 2016 – Candidatura per il miglior film per Sopravvissuto - The Martian

- Golden Globe
  - 2001 – Candidatura per il miglior regista per Il gladiatore
  - 2008 – Candidatura per il miglior regista per American Gangster
  - 2008 – Candidatura per il miglior film drammatico per American Gangster
  - 2016 – Miglior film commedia o musicale per Sopravvissuto - The Martian
  - 2016 – Candidatura per il miglior regista per Sopravvissuto – The Martian
  - 2018 – Candidatura per il miglior regista per Tutti i soldi del mondo

- Premio BAFTA
  - 1992 – Candidatura per il miglior film per Thelma & Louise
  - 1992 – Candidatura per il miglior regista per Thelma & Louise
  - 2001 – Candidatura per il miglior regista per Il gladiatore
  - 2008 – Candidatura per il miglior film per American Gangster
  - 2016 – Candidatura per il miglior regista per Sopravvissuto - The Martian
  - 2022 – Candidatura per il miglior film britannico per House of Gucci
  - 2024 – Candidatura per il miglior film britannico per Napoleon

- Premio Emmy
  - 2000 – Candidatura per il miglior film per la televisione per RKO 281 - La vera storia di Quarto potere
  - 2002 – Miglior film per la televisione per Guerra imminente
  - 2008 – Candidatura per la miglior miniserie per The Andromeda Strain
  - 2009 – Candidatura per il miglior film per la televisione per Into the Storm - La guerra di Churchill
  - 2010 – Candidatura per la miglior serie drammatica per The Good Wife
  - 2011 – Candidatura per la miglior serie drammatica per The Good Wife
  - 2011 – Candidatura per la miglior miniserie per I pilastri della terra
  - 2011 – Miglior speciale-fiction per Gettysburg
  - 2014 – Candidatura per il miglior film per la televisione per Killing Kennedy
  - 2015 – Candidatura per il miglior film per la televisione per Killing Jesus

- Festival di Cannes
  - 1977 – Miglior opera prima per I duellanti

- Hollywood Film Award
  - 2015 – Premio per il miglior produttore per Sopravvissuto - The Martian[8]

- Mostra del Cinema di Venezia
  - 2021 – Premio Jaeger-LeCoultre Glory to the Filmmaker